# Свирач
Свирач (фр. instrumentiste) или свирац, је стари народни израз који се употребљавао да опише особу која свира неки музички инструмент. Сматра се да су први музичари били свирачи који су свирали разне свирале (фрула — аерофони инструменти).
Целокупна наша историја пропраћена је музиком и свирком. Свирачи су били омиљени у народу. Свирало се на дворовима, прелима и забавама.
Презимена у Банату, као што су Свирац и Свирчев, настала су тако што је неко из фамилије свирао неки музички инструмент.
Израз свирач одговара терминима: музичар, инструменталиста, извођач.